# Kimberly Schmidinger
Kimberly Schmidinger (ur. 18 maja 1970 w Pittsfield) – amerykańska narciarka alpejska, dwukrotna medalistka mistrzostw świata juniorów.

## Kariera
Pierwszy raz na arenie międzynarodowej Kimberly Schmidinger pojawiła się w 1987 roku, startując na mistrzostwach świata juniorów w Sälen/Hemsedal. Wywalczyła tam brązowy medal brązowy medal w slalomie, w którym wyprzedziły ją jedynie Austriaczka Ingrid Stöckl oraz kolejna reprezentantka USA, Heidi Voelker. Z rozgrywanych rok później mistrzostw świata juniorów w Madonna di Campiglio wróciła bez medalu, zajmując dziewiętnaste miejsce w zjeździe i jedenaste w supergigancie. Największy sukces osiągnęła jednak na mistrzostwach świata juniorów w Aleyska w 1989 roku, gdzie zwyciężyła w slalomie gigancie. W zawodach tych wyprzedziła bezpośrednio swoją siostrę bliźniaczkę, Kristę oraz Katję Seizinger z RFN. Nigdy nie zdobyła punktów do klasyfikacji generalnej Pucharu Świata. W 1992 roku była członkinią kadry olimpijskiej USA na igrzyska olimpijskie w Albertville, jednak nie wystartowała w żadnej konkurencji z powodu kontuzji.
Jej siostra bliźniaczka, Krista, także uprawiała narciarstwo alpejskie.

## Osiągnięcia

### Mistrzostwa świata juniorów
| Miejsce | Dzień       | Rok  | Miejscowość          | Konkurencja | Czas biegu  | Strata  | Zwyciężczyni           |
| ------- | ----------- | ---- | -------------------- | ----------- | ----------- | ------- | ---------------------- |
| 12.     | 20 marca    | 1987 | Sälen                | Gigant      | 2:22,07 min | +2,37 s | Deborah Compagnoni     |
| 3.      | 21 marca    | 1987 | Sälen                | Slalom      | 1:39,41 min | +0,43 s | Ingrid Stöckl          |
| 24.     | 26 marca    | 1987 | Hemsedal             | Zjazd       | 1:29,50 min | +4,27 s | Marika Daxer           |
| 4.      | 26 marca    | 1987 | Hemsedal             | Kombinacja  | ?           | ?       | Sabine Ginther         |
| 19.     | 27 stycznia | 1988 | Madonna di Campiglio | Zjazd       | 1:15,24 min | +2,54 s | Andrea Schwarzenberger |
| 11.     | 28 stycznia | 1988 | Madonna di Campiglio | Supergigant | 1:16,26 min | +2,02 s | Sabine Ginther         |
| 18.     | 5 kwietnia  | 1989 | Aleyska              | Zjazd       | 1:31,91 min | +2,61 s | Sabine Ginther         |
| 10.     | 6 kwietnia  | 1989 | Aleyska              | Supergigant | 1:20,69 min | +1,82 s | Sabine Ginther         |
| 1.      | 7 kwietnia  | 1989 | Aleyska              | Gigant      | 2:09,19 min | -       | -                      |